# François Régis de La Bourdonnaye
François Régis de La Bourdonnaye, hrabě de La Bretèche (19. března 1767, Angers – 28. srpna 1839, zámek Mesangeau u Beaupréau), byl francouzský royalistický politik.

## Život
Na počátku francouzské revoluce byl městským úředníkem v Angers. Od roku 1792 bojoval v armádě prince Condé a poté po boku šuanů ve Vendée. V době konzulátu se podřídil ústřední vládě a stal se starostou města Angers.
Roku 1815 zastupoval departement Maine-et-Loire v tzv. Chambre introuvable(první zákonodárný orgán druhé restaurace - nástroj bílého teroru). Po dobu 15 let byl vedoucím představitelem tzv. kontraopozice (extrémní pravice) a vydobyl si pseudonym „Bílý jakobín”. Ve vládě Julese de Polignaca obdržel roku 1829 křeslo ministra vnitra, ale pro své extrémistické názory se stal i pro reakcionářské vládní kruhy neudržitelným a po třech měsících byl nucen vládu opustit. Král Karel X., jej nato jmenoval členem tajné královské rady. Od 27. ledna 1830 získal titul paira, ale po červencové revoluci roku 1830 ho ztratil. Od té doby žil v ústraní na svém zámku Mesangeau u Beaupereau, kde také roku 1839 zemřel.